# Dayton Miller
Dayton Clarence Miller (13. března 1866 Strongsville, Ohio – 22. února 1941 Cleveland, Ohio) byl americký fyzik, astronom, akustik a amatérský flétnista. Miller byl časným experimentátorem na poli rentgenových paprsků a byl zastáncem teorie éteru a absolutního prostoru a oponentem teorie relativity Alberta Einsteina.
Narodil se v Ohiu Charlesi Websterovi Deweyemu a Vienně Pomeroyi Millerové. V roce 1886 absolvoval Baldwinovu univerzitu a v roce 1890 získal doktorát z astronomie na Princetonské univerzitě u Charlese A. Younga roku 1890. Miller strávil celou svou profesní výuku fyziky na Case School of Applied Science v Clevelandu v Ohiu, jako vedoucí oddělení fyziky od roku 1893 až do svého odchodu do důchodu v roce 1936. Po objevení paprsků X Wilhelmem Conradem Röntgenem v roce 1895 použil Miller katodové trubice vyrobené Williamem Crookesem, aby vytvořil některé z prvních fotografických obrazů skrytých objektů, včetně kulky uvnitř lidské končetiny. Miller byl aktivní v mnoha vědeckých organizacích a byl členem Americké akademie umění a věd a Americké filozofické společnosti. Během dvacátých let působil jako sekretář, viceprezident a prezident Americké fyzikální společnosti a jako předseda oddělení fyzikálních věd Národní rady pro výzkum. Od roku 1931 do roku 1933 byl prezidentem Americké akustické společnosti.

## Vědecké příspěvky

### Výzkum éteru
V roce 1900 začal spolupracovat s Edwardem Morleyem na detekci éterového driftu v té době jedné ze „žhavých“ oblastí základní fyziky. V návaznosti na základní aparát jako dřívější Michelson-Morleyův experiment publikovali Miller a Morley v roce 1904 další nulový výsledek. Tyto experimentální výsledky byly později citovány na podporu teorie relativity Alberta Einsteina. Miller pokračoval v práci na zdokonalování jeho experimentálních technik. Po roce 1904 provádění miliónů měření éterového driftu nakonec vyvinul nejcitlivější interferometr na světě v té době.
Dayton Miller provedl více než 326 000 otáček interferometru každý s 16 odečty (více než 5 200 000 měření). Ukázali, co vypadalo jako malé množství driftu (asi 9   km/s, 1/3 rychlosti Země kolem Slunce). S bílým světlem a 32m ramenem viděl téměř vždy stejný výsledek:
- Amplituda posunu 0,12 ± 0,01 okraje, nekompatibilní s nulou.
- Fáze posunu, která ukazuje na vrchol v Souhvězdí Mečouna.

Analýza amplitudy naznačuje odpor éteru. Analýza fáze však naznačuje, že sluneční soustava jde směrem k Souhvězdí Mečouna rychlostí 227 km/s.
Tyto výsledky byly prezentovány Millerem jako pozitivní indikace existence éterového driftu. Účinek, který Miller viděl, byl však malý – mnohem menší, než by se očekávalo u stacionárního éteru. Aby tyto výsledky byly konzistentní s éterem, muselo se předpokládat, že éter byl tažen spolu se Zemí v mnohem větší míře, než teorie éteru obvykle předpokládaly. Hodnoty, které by mohly být vysoké, by mohly být eliminovány kvůli jinému fyzickému jevu, jako je hvězdná aberace, která stanovila horní hranice množství tažení. Kromě toho bylo měření statisticky daleko od ostatních měření prováděných v té době. V mnoha experimentech byly pozorovány okrajové posuny okolo 0,01, zatímco Millerovo 0,08 nebylo nikde jinde duplikováno, včetně Millerových vlastních experimentů s Morleyem z roku 1904, které vykazovaly posun pouze 0,015.
Na základě analýzy chyb kritici Millera tvrdili, že přeceňoval přesnost svých výsledků a že jeho měření byla ve skutečnosti dokonale konzistentní s okrajovým rozdílem nula – nulovým výsledkem, který zaznamenával každý další experiment. Miller však nadále hájil své výsledky a tvrdil, že pravděpodobným důvodem pro takzvané nulové výsledky bylo to, že nebyly prováděny na vysokých místech (jako jsou vrcholky hor), kde byl éterový vítr (drift) pravděpodobně mnohem vyšší kvůli k menšímu přetažení éterem.
Einstein se zajímal o tuto teorii éterového driftu a uznal, že pozitivní výsledek pro existenci éteru by zneplatnil teorii speciální relativity, ale poznamenal, že výškové vlivy a teploty mohou poskytnout zdroje chyb v měřeních. Miller to okomentoval:
Během dvacátých let bylo provedeno několik experimentů, založených na interferometrii, jako v Millerově experimentu, a další pomocí zcela odlišných technik, a tyto rovněž získaly nulový výsledek. Dokonce v té době byla Millerova práce stále více považována za statistickou anomálii, což je názor, který zůstává pravdivý i dnes, vzhledem k stále rostoucímu souboru negativních výsledků. Například Georg Joos opakoval Millerův experiment pomocí velmi podobného uspořádání (ramena jeho interferometru měly 21 m oproti 32 m v Millerově experimentu) a získaly výsledky, které odpovídaly 1/50 velikosti výsledků Millerova experimentu. Miller však tvrdil, že vysvětlení výsledků experimentů Georga Joose bylo proto, že byly provedeny v nízké výšce v interiéru budovy, kde byl vítr éteru velmi nízký.

### Shanklandova analýza
V roce 1955 provedli Robert S. Shankland, SW McCuskey, FC Leone a G. Kuerti re-analýzu Millerových výsledků. Shankland, který vedl zprávu, poznamenal, že „signál“, který Miller pozoroval v roce 1933, je ve skutečnosti složen z bodů, které jsou v průměru několika stovkami měření, a velikost signálu je více než desetkrát menší než rozlišení, s nímž je měření byla zaznamenána. Millerova extrakce jediné hodnoty pro měření je statisticky nemožná, data jsou příliš proměnlivá na to, aby říkala „toto“ číslo je o něco lepší než „to“ – data z polohy Shanklandu podporují nulový výsledek stejně stejně jako Millerův pozitivní.
Shankland dospěl k závěru, že Millerův pozorovaný signál byl částečně kvůli statistickým výkyvům a částečně kvůli místním teplotním podmínkám, a také naznačil, že výsledky Millera byly způsobeny spíše systematickou chybou než pozorovanou existencí éteru. Zejména měl pocit, že Miller nezajímal dostatečnou péči o ochranu před tepelnými gradienty v místnosti, kde se experiment uskutečnil.
Podle Shanklandovy analýzy nebyl nalezen žádný statisticky významný signál pro existenci éteru. Shankland dospěl k závěru, že Millerův pozorovaný signál byl rušivý, hlavně kvůli nekontrolovaným teplotním účinkům, spíše než kvůli pozorované existenci éteru. Kromě toho někteří běžní vědci dnes tvrdili, že jakýkoli signál, který Miller pozoroval, byl výsledkem experimentujícího efektu, tj. zaujatost vyvolaná snahou experimentátora nalézt určitý výsledek, což byl běžný zdroj systematické chyby ve statistické analýze před vyvinutím moderních experimentálních technik.

### Robertsova analýza
V roce 1986 provedl Tom Roberts standardní analýzu chyb Millerových dat „éterového driftu“ s použitím 67 Millerových původních datových listů (získaných z archivů CWRU). Tato analýza chyb souvisí s provedeným průměrováním Millera a je nepřekonatelná. Chybové lišty v jednotlivých datových bodech jsou téměř 10krát větší než odchylka v těchto bodech, takže Millerovy výsledky nejsou statisticky významné ani blízké. Navíc re-analýza používající moderní techniky přesně modeluje drift interferometru; 42 sérií, pro které byl nástroj přiměřeně stabilní, poskytuje horní hranici "éterového driftu" 6 km/s.

### Jiná úsilí
Dr. Miller publikoval manuály navržené jako studentské příručky pro provádění experimentálních problémů ve fyzice. V roce 1908 ho Millerův zájem o akustiku vedl k tomu, aby vyvinul stroj pro fotografování zvukových vln fotograficky nazývaných fonodeik. Použil stroj k porovnání průběhů vytvořených flétnami vytvořenými z různých materiálů. Během první světové války Miller pracoval s fyzickými vlastnostmi tlakových vln velkých zbraní na žádost vlády. Dayton Miller byl zvolen do Národní akademie věd v roce 1921. Od roku 1927 do roku 1930 byl členem Národní rady pro výzkum ve Washingtonu, DC.